# 永慶房產集團
永慶房產集團是由永慶房屋為核心所組成之集團企業體，由孫慶餘於西元1988年創立，主要營運項目為房地產仲介及房地產週邊產業。旗下房仲品牌包括永慶房屋、永慶不動產、永義房屋、有巢氏房屋、台慶不動產，全台門市超過1,950間店。另有代書、建設、代銷等事業，並於二十周年之際，特成立永慶慈善基金會，回應全台各地公益需求。

## 沿革
- 1988年，永慶房屋成立。
- 1994年，董事長孫慶餘獲選為中華民國第十七屆「青年創業楷模」。
- 1996年，十二月份推出「成屋履約保證」服務。
- 1997年，推出「產權七審」產權調查系統制度，並提供屋況說明書等服務。全面推動「成屋履約保證」服務。
- 1998年，成立服務商用不動產事務的商仲部門。
- 1999年，與金融機構合作推出低利貸款策略聯盟。
- 2001年，提岀新進業務九個月四萬元月薪保障制度。
- 2002年，推出廣告訴求一分鐘配好對的「宅速配」系統。成立「永慶不動產」房仲加盟品牌。提供免費活動帳篷支援各地社區辦活動時租用。
- 2003年，結盟台灣最大入口網站Yahoo！奇摩聯合推出聯名頻道。成立「有巢氏房屋」，為加盟體系[3][4]。於八月首推出「影音宅速配」，提供線上直接看屋的新服務。
- 2004年，於第三季推出提供免費出租刊登服務的「永慶租屋網」。
- 2006年，推出店面使用的電子門市系統，讓顧客到店面能使用與網站同等級的服務系統。
- 2007年，成立估價部門，服務金融機構對於不動產鑑價需求。於網站推出「拖曳式地圖搜尋」及「地圖式成交行情查詢」等2項新服務。
- 2013年, 推出第三個加盟品牌台慶不動產。[5]
- 2021年, 推出第四個加盟品牌永義房屋。[6][7]
- 2025年, 推出「永慶AI特助」，訴求「不用找，只要問」[8][9]。

## 外部連結
- 永慶房仲網 （页面存档备份，存于）
- 有巢氏網站 （页面存档备份，存于）
- 台慶不動產 （页面存档备份，存于）
- 永義房屋 （页面存档备份，存于）